# Leo Dijkgraaf
Leo Dijkgraaf (Rhenen, 19 juni 1952) is een Nederlands voormalig televisieproducent, acteur en poppenspeler.

## Levensloop
Dijkgraaf studeerde in 1975 af aan de Hogeschool voor de kunsten in Utrecht. Na enkele jaren te hebben gewerkt als docent, koos hij voor het theatervak. Als acteur ontving hij in 1982 de Hans Snoeckprijs als beste acteur van Nederland in het jeugdtheater.
Van 1984 tot 1991 speelde hij Pino in de kinderserie Sesamstraat. Hij werd dat najaar opgevolgd door Renée Menschaar, de eerste vrouw die deze rol op zich nam. In april 2008 trad Dijkgraaf nog één keer op als Pino in het NCRV-programma Knowing Me, Knowing You, dit keer zonder pak, maar wel met zijn hand omhoog (zo bewoog hij de snavel en het hoofd van Pino).
Van 1988 tot 2000 werkte hij bij de televisie, waarvan negen jaar bij Joop van den Ende TV-Producties. Hier was hij werkzaam als uitvoerend producent en als manager programmaontwikkeling. Hij produceerde en bedacht onder meer concepten van programma's voor Henny Huisman, André van Duin, Ron Brandsteder en Carlo Boszhard.
Sinds 2000 is hij directeur van Dijkproducties B.V. Hiermee is zijn showcarrière ten einde gekomen.
Samen met Jan Wezendonk, de directeur van Fonds Kinderhulp, richtte Dijkgraaf in maart 2010 de Stichting Kinderzwerfboek op. Door middel van dit project hopen zij het lezen van boeken te stimuleren.